# Рибачок Сергій Леонідович
Сергій Леонідович Рибачок (нар. 15 листопада 1977, місто Полонне, Хмельницька область) — український політик. До 2015 заступник голови Рівненської обласної організації ВО «Свобода».
2 березня 2014 р. указом Президента України № 218/2014 призначений Головою Рівненської ОДА.
18 листопада 2014 року президент Петро Порошенко звільнив голову Рівненської обласної державної адміністрації Сергія Рибачка. Про це йдеться в указі № 888.

## Біографія
У період із 1999 до 2005 року навчався в Національному університеті «Острозька академія», закінчив докторську програму із політичних наук в Академії гуманітарних наук ім. Олександра Гейштора в Республіці Польща. Потому працював викладачем факультету політико-інформаційного менеджменту у Національному університеті «Острозька академія». З 2010 року — депутат Острозької міської ради, голова фракції Всеукраїнського об'єднання «Свобода» у міськраді. А із 2013 по 2015 — помічник-консультант народного депутата України від ВО «Свобода» Олега Осуховського. У 2015 році припинив членство у Всеукраїнському об'єднанні «Свобода».